# Конюшни Манташева
Конюшни Манташева — архитектурная достопримечательность Москвы. Здание конюшен на Скаковой улице поблизости от Московского ипподрома было выстроено в редком для российской столицы архитектурном стиле необарокко по заказу Левона Манташева (1877—1954), одного из четырёх сыновей армянского богача-нефтепромышленника Александра Манташева (1842—1911). Памятник архитектуры.
В отличие от отца, который много занимался благотворительностью, его сын был картёжником и любителем лошадей. Он много времени проводил на ипподроме, делал крупные ставки, за одну ночь выиграл в карты у Рябушинского расположенную там же поблизости, в Петровском парке виллу «Чёрный лебедь».
Для собственных скаковых лошадей Левон Манташев захотел выстроить впечатляющее здание конюшен. Для работы над проектом он пригласил архитектора-армянина из Мелитополя Аршака Измирова, а тот привлёк себе в помощь молодых архитекторов — будущих кумиров конструктивизма братьев Весниных.
Строительство конюшен было закончено незадолго до революции.
Совместно они выстроили небольшое, но чрезвычайно массивное здание, в стилистике, совершенно необычной для Москвы, с огромной сквозной аркой посередине, массивными колоннами и, прямо над аркой, башенкой-бельведером, который венчал шпиль (или же флагшток). В архитектурном плане здание являлось отсылкой к петровскому барокко, в частности, к работам Доменико Трезини, таким, как Петровские ворота Петропавловской крепости (Санкт-Петербург). Фасад здания, как и фасад виллы «Чёрный лебедь», украшен вензелем Манташева — «ЛМ».
По бокам здания находились парные пристройки, сзади — служебный двор, где размещались собственно конюшни.

## Современное состояние

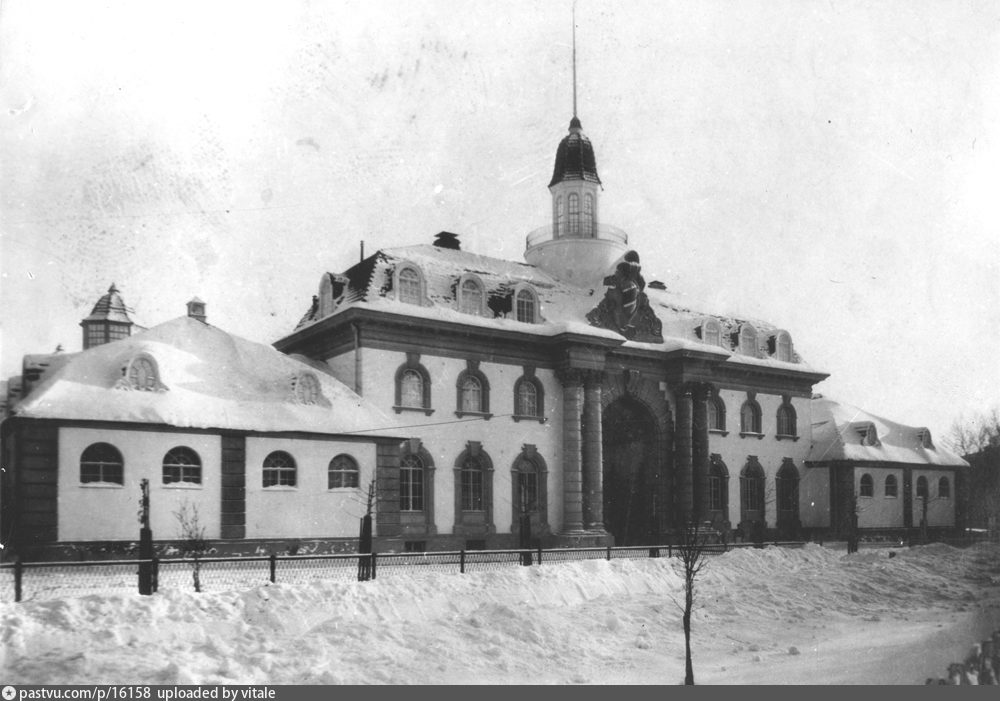
Конюшни Левона Манташева в Москве вскоре после постройки.

В настоящее время лучше всего сохранилось главное здание комплекса, хода в арку посетителям нет. Двадцать лет назад передано на баланс Театра классического балета Н. Касаткиной и В. Василёва, боковые пристройки снесены, сзади во дворе надстроен уродливый железный каркас. Незаконный проект разработан в Институте «Моспроект-4». Финансирование проекта началось в 1997 году, но вскоре прекратилось. Территория сдавалась предприятиям автосервиса. Уличный корпус занимает детская балетная школа. В 2006 году Правительство Москвы решило по суду расторгнуть договор с Театром за неосвоение участка. В ответ Театр (учреждение федеральной подчинённости) поставил под сомнение принадлежность памятника городу. С тех пор на месте ничего не изменилось. В предмет охраны памятника входит «соотношение застроенных и незастроенных пространств», что позволяет разобрать каркас и воссоздать утраченные постройки.
Строения 1, 3, 8 внесены в Красную книгу Архнадзора (электронный каталог объектов недвижимого культурного наследия Москвы, находящихся под угрозой), номинация — реконструкция.
Здание расположено в московском районе Беговой, в двух шагах от Ленинградского проспекта. Попасть к нему можно от станций метро Белорусская или Динамо, далее на городском транспорте по проспекту, или же 15-20 минут пешком.